# Catherine Disher
Pour les articles homonymes, voir Disher.
Catherine Louise Wilder Disher, actrice canadienne d’origine britannique est née le 22 juin 1960 en Angleterre. Elle est arrivée très jeune à Montréal au Canada. Elle a remporté deux prix Gémeaux : en 2005 pour la meilleure actrice pour son rôle dans la mini-série canadienne Snakes and Ladders, et en 2010 pour son rôle dans The Border. Elle a également été nomée pour son rôle du Dr Natalie Lambert dans la série télévisée Forever Knight.
Elle est connue pour son rôle de Jill Valentine dans le jeu vidéo Resident Evil 3: Nemesis et dans la série télévisée et les films Good Witch, un soupçon de magie, incarnant Martha Tinsdale, la maire de Middleton.

## Carrière
Elle est diplômée de l' Académie Phillips Exeter en 1978 et plus tard de l' École nationale de théâtre du Canada à Montréal.
Elle a joué un rôle de soutien dans T. et T., la série juridique/d'action mettant en vedette M. T., et a eu un autre rôle de soutien dans la deuxième saison de la série War of the Worlds. Elle a joué dans Forever Knight de 1992 à 1996 et a fourni la voix de Jean Gray dans la série animée X-Men de 1992 à 1997. Elle a joué Maggie Norton dans la série télévisée canadienne The Border de 2008 à 2010 et fournit des voix sur le PBS Kids / CBC enfants série super Why!.
En plus de son travail d'actrice, Disher a fait du doublage pour des séries animées et des jeux vidéo, tels que Resident Evil 3 : Nemesis  et Sailor Moon.  Elle a écrit aussi un épisode de la série dramatique britannique-canadienne-Midwestern-française Les Campbells.
Disher a joué Martha Tinsdale dans une série de téléfilms sur The Good Witch (aux côtés de sa co-vedette de X-Men Chris Potter ), et a continué à jouer le rôle dans la série télévisée Good Witch.

## Vie privée
Elle a eu un fils nommé Darcy Montgomery Smith (né en 1993) avec son ex-mari Cedric Smith.

## Filmographie

### Télévision
- 1986 : Murder Sees the Light
- 1988 : Mister T ("T. and T.") : Sophie (1988)
- 1988 : War of the Worlds : Mana (1989-1990)
- 1989 : The Private Capital
- 1991 : Conspiracy of Silence : Sherrie Linder
- 1992 : Le Justicier des ténèbres ("Forever Knight") : Natalie Lambert
- 1993 : Le Meurtre que je n'ai pas commis (Woman on the Run: The Lawrencia Bembenek Story) : Judy Zess
- 1995 : Ultraforce : Topaz (voix)
- 1997 : North Shore Fish : Carole
- 1998 : Rolie Polie Olie : Mom / Miss Triangle (voix)
- 1998 : Tremblement de terre à New York (Earthquake in New York) : Ms. Clark
- 1998 : Chair de poule (Goosebumps) (TV) : Mme Warren
- 1999 : Dear America: The Winter of Red Snow
- 2004 : Snakes & Ladders : Minister Audrey Flankman
- 2004 : Peep and the Big Wide World : Dragonfly
- 2004 : Coast to Coast : Paula Hobday
- 2004 : La Voix de l'innocence (Plain Truth) : Leda
- 2005 : Murder in the Hamptons : D. A. Dynak
- 2005 : Terry : Betty Fox
- 2007 : Au nom de ma fille (In God's Country) : Eileen
- 2008 - 2010 : The Border : Maggie Norton
- 2011 : Un mariage féerique (The Good Witch's Family) : Martha Tinsdale
- 2013 : Le Déshonneur d'un Colonel (An Officer and a Murderer) : Capitaine Catherine Novak
- 2015 - 2021 : Soupçon de magie (Good witch) : Martha Tinsdale
- 2016 : L'amour c'est compliqué ( Love's complicated) : J.R.

### Cinéma
- 1986 : The Vindicator : Catherine Collins
- 1988 : A New Life (en) d'Alan Alda : Student
- 1989 : The Long Road Home : Bayla
- 1992 : Psychic : Lucinda
- 2002 : Rolie Polie Olie: The Great Defender of Fun (vidéo) : Mom, TV Journalist (voix)
- 2003 : Rolie Polie Olie: The Baby Bot Chase (vidéo) : Mom, Tape Voice
- 2004 : Care Bears: Journey to Joke-a-lot (vidéo) : Friend Bear
- 2005 : Care Bears: Big Wish Movie (vidéo) : Friend Bear (voix)

### Doublage

#### Télévision
- 1992 : X-Men ("X-Men") : Jean Grey / Phoenix
- 1996 : Les Graffitos (Stickin' Around) : Stella Stickler (1996-1998)
- 2000 : Mattimeo: A Tale of Redwall : Mrs.Churchmouse / Winifred / Sparra
- 2001 : Undergrads

#### Jeu vidéo
- 2000 :  Resident Evil 3: Nemesis : Jill Valentine